# Росянкови
Росянковите (Droseraceae) са семейство растения от разред Карамфилоцветни (Caryophyllales).
Таксонът е описан за пръв път от Salisb. през 1808 година. Таксономичният му тип е росянка.

## Родове
- Aldrovanda – Алдрованда
- Dionaea
- Drosera – Росянка
- Droserapollis
- Freatulina
- Sondera